# Hermipo
Hermipo (en griego antiguo: Ἕρμιππος, Hérmippos; circa 450 a. C. – ...) fue un comediógrafo ateniense contemporáneo de Aristófanes.
Venció muchas veces en los agones cómicos: en el 437/436 a. C., ganó por vez primera en las Grandes Dionisias, y en el 430 a. C. en las Leneas. Los fragmentos de las comedias revelan una constante agresión política del autor: de tema político fueron verosímilmente las Fornaie, las Parcas, Los soldados, Los habitantes del demo, Phormophoroii. Otras comedias fueron parodias de mitos, como Europa, Los Cercopes, Los dioses, El nacimiento de Atenea, Agamenón.
Hostil a Pericles, según el testimonio de Plutarco, intentó un proceso contra Aspasia acusándola de impiedad.
De Hermipo han sobrevidio una decena de títulos y algunos fragmentos, de un total de unas 40 comedias.